# ماريو يوريتش
ماريو يوريتش (بالبوسنوية: Mario Jurić)‏ هو لاعب كرة قدم بوسني في مركز الوسط، ولد في 7 أغسطس 1976 في جراداتشاتس في البوسنة والهرسك. شارك مع منتخب البوسنة والهرسك لكرة القدم. أما مع النوادي، فقد لعب مع دينامو زغرب وسبارتاك نالتشيك وشينيك ياروسلافل ونادي إسترا 1961 ونادي سلافن بيلوبو.

## وصلات خارجية
- ماريو يوريتش على موقع قاعدة بيانات كرة القدم.إي يو (الإنجليزية)
- ماريو يوريتش على موقع ناشيونال فوتبول تيمز (الإنجليزية)
- ماريو يوريتش على موقع Soccerway.com (الإنجليزية)